# Vuelta a Austria 2018
La 70.ª edición de la Vuelta a Austria (nombre oficial en alemán e inglés: Int. Österreich-Rundfahrt-Tour of Austria) se celebró entre el 7 y el 14 de julio de 2018 con inicio en la ciudad de Feldkirch y final en la ciudad de Wels en Austria. El recorrido consistió de un total de 8 etapas sobre una distancia total de 1.163,7 km.
La carrera hizo parte del circuito UCI Europe Tour 2018 como competencia de categoría 2.1 y fue ganada por el ciclista belga Ben Hermans del equipo Israel Cycling Academy. El podio lo completaron el ciclista austriaco Hermann Pernsteiner del equipo Bahrain-Merida y el ciclista italiano Dario Cataldo del equipo Astana.

## Equipos participantes
Tomaron parte en la carrera 20 equipos, de los cuales 4 fueron de categoría UCI WorldTeam, 9 de categoría Profesional Continental y 7 de categoría Continental, quienes conformaron un pelotón de 138 ciclistas de los que terminaron 115. Los equipos participantes fueron:
| WorldTeams (4)- Astana - Bahrain-Merida - Dimension Data - EF Education First-Drapac p/b Cannondale Equipos continentales profesionales (9)- Aqua Blue Sport - Bardiani CSF - CCC Sprandi Polkowice - Delko-Marseille Provence-KTM - Gazprom-RusVelo - Israel Cycling Academy - Roompot-Nederlandse Loterij - Vérandas Willems-Crelan - Wanty-Groupe Gobert Equipos continentales (7)- Adria Mobil - Felbermayr Simplon Wels - Hrinkow Advarics Cycleang - My Bike-Stevens - Tirol Cycling Team - Vorarlberg-Santic - WSA-Pushbikers |
| |

## Recorrido
| Etapa     | Fecha     | Recorrido                              | type                   | Distancia (km) | Ganador           | Líder             |
| --------- | --------- | -------------------------------------- | ---------------------- | -------------- | ----------------- | ----------------- |
| 1.ª etapa | 7 de jul  | Feldkirch – Feldkirch                  | etapa escarpada        | 152,8          | Matej Mohorič     | Matej Mohorič     |
| 2.ª etapa | 8 de jul  | Feldkirch – Fulpmes                    | etapa de media montaña | 181,5          | Giovanni Visconti | Giovanni Visconti |
| 3.ª etapa | 9 de jul  | Kufstein – Kitzbüheler Horn            | etapa de montaña       | 133,6          | Ben Hermans       | Ben Hermans       |
| 4.ª etapa | 10 de jul | Kitzbühel – Prägraten am Großvenediger | etapa de media montaña | 143            | Giovanni Visconti | Ben Hermans       |
| 5.ª etapa | 11 de jul | Matrei in Osttirol – Grossglockner     | etapa de montaña       | 92,9           | Pieter Weening    | Ben Hermans       |
| 6.ª etapa | 12 de jul | Knittelfeld – Wenigzell                | etapa de media montaña | 167,4          | Alexéi Lutsenko   | Ben Hermans       |
| 7.ª etapa | 13 de jul | Waidhofen an der Ybbs – Sonntagberg    | etapa de media montaña | 129,3          | Antonio Nibali    | Ben Hermans       |
| 8.ª etapa | 14 de jul | Scheibbs – Wels                        | etapa escarpada        | 163,2          | Giovanni Visconti | Ben Hermans       |

## Desarrollo de la carrera

### 1.ª etapa
| Feldkirch - Feldkirch | etapa escarpada | (152,8 km) |

| \| Clasificación de la etapa \| Clasificación de la etapa \| Clasificación de la etapa \| Clasificación de la etapa \| Clasificación de la etapa \| \| Ciclista \| Ciclista \| Equipo \| Tiempo \| \| \| ------------------------- \| ------------------------- \| --------------------------- \| ------------------------- \| ------------------------- \| \| 1.º \| Matej Mohorič \| Bahrain-Merida \| 3 h 26 min 02 s \| \| \| 2.º \| Giovanni Visconti \| Bahrain-Merida \| + 0 s \| \| \| 3.º \| Huub Duijn \| Verandas Willems-Crelan \| + 0 s \| \| \| 4.º \| Floris Gerts \| Roompot-Nederlandse Loterij \| + 0 s \| \| \| 5.º \| Odd Christian Eiking \| Wanty-Groupe Gobert \| + 0 s \| \| \| 6.º \| Mark Padun \| Bahrain-Merida \| + 0 s \| \| \| 7.º \| Frederik Backaert \| Wanty-Groupe Gobert \| + 0 s \| \| \| 8.º \| Mark Christian \| Aqua Blue Sport \| + 0 s \| \| \| 9.º \| Roland Thalmann \| Team Vorarlberg-Santic \| + 0 s \| \| \| 10.º \| Georg Zimmermann \| Tirol Cycling Team \| + 0 s \| \| |                      |                             |                 |
| |                      |                             |                 |
| Fuente: ProCyclingStats |                      |                             |                 |
| Clasificación de la etapa |                      |                             |                 |
| Ciclista | Ciclista             | Equipo                      | Tiempo          |
| 1.º | Matej Mohorič        | Bahrain-Merida              | 3 h 26 min 02 s |
| 2.º | Giovanni Visconti    | Bahrain-Merida              | + 0 s           |
| 3.º | Huub Duijn           | Verandas Willems-Crelan     | + 0 s           |
| 4.º | Floris Gerts         | Roompot-Nederlandse Loterij | + 0 s           |
| 5.º | Odd Christian Eiking | Wanty-Groupe Gobert         | + 0 s           |
| 6.º | Mark Padun           | Bahrain-Merida              | + 0 s           |
| 7.º | Frederik Backaert    | Wanty-Groupe Gobert         | + 0 s           |
| 8.º | Mark Christian       | Aqua Blue Sport             | + 0 s           |
| 9.º | Roland Thalmann      | Team Vorarlberg-Santic      | + 0 s           |
| 10.º | Georg Zimmermann     | Tirol Cycling Team          | + 0 s           |

| \| Clasificación general \| Clasificación general \| Clasificación general \| Clasificación general \| Clasificación general \| \| Ciclista \| Ciclista \| Equipo \| Tiempo \| \| \| --------------------- \| --------------------- \| --------------------------- \| --------------------- \| --------------------- \| \| 1.º \| Matej Mohorič \| Bahrain-Merida \| 3 h 25 min 52 s \| \| \| 2.º \| Giovanni Visconti \| Bahrain-Merida \| + 4 s \| \| \| 3.º \| Mark Christian \| Aqua Blue Sport \| + 5 s \| \| \| 4.º \| Ben Hermans \| Israel Cycling Academy \| + 5 s \| \| \| 5.º \| Huub Duijn \| Verandas Willems-Crelan \| + 6 s \| \| \| 6.º \| Floris Gerts \| Roompot-Nederlandse Loterij \| + 10 s \| \| \| 7.º \| Odd Christian Eiking \| Wanty-Groupe Gobert \| + 10 s \| \| \| 8.º \| Mark Padun \| Bahrain-Merida \| + 10 s \| \| \| 9.º \| Frederik Backaert \| Wanty-Groupe Gobert \| + 10 s \| \| \| 10.º \| Roland Thalmann \| Team Vorarlberg-Santic \| + 10 s \| \| |                      |                             |                 |
| |                      |                             |                 |
| Fuente: ProCyclingStats |                      |                             |                 |
| Clasificación general |                      |                             |                 |
| Ciclista | Ciclista             | Equipo                      | Tiempo          |
| 1.º | Matej Mohorič        | Bahrain-Merida              | 3 h 25 min 52 s |
| 2.º | Giovanni Visconti    | Bahrain-Merida              | + 4 s           |
| 3.º | Mark Christian       | Aqua Blue Sport             | + 5 s           |
| 4.º | Ben Hermans          | Israel Cycling Academy      | + 5 s           |
| 5.º | Huub Duijn           | Verandas Willems-Crelan     | + 6 s           |
| 6.º | Floris Gerts         | Roompot-Nederlandse Loterij | + 10 s          |
| 7.º | Odd Christian Eiking | Wanty-Groupe Gobert         | + 10 s          |
| 8.º | Mark Padun           | Bahrain-Merida              | + 10 s          |
| 9.º | Frederik Backaert    | Wanty-Groupe Gobert         | + 10 s          |
| 10.º | Roland Thalmann      | Team Vorarlberg-Santic      | + 10 s          |

### 2.ª etapa
| Feldkirch - Fulpmes | etapa de media montaña | (181,5 km) |

| \| Clasificación de la etapa \| Clasificación de la etapa \| Clasificación de la etapa \| Clasificación de la etapa \| Clasificación de la etapa \| \| Ciclista \| Ciclista \| Equipo \| Tiempo \| \| \| ------------------------- \| ------------------------- \| --------------------------- \| ------------------------- \| ------------------------- \| \| 1.º \| Giovanni Visconti \| Bahrain-Merida \| 4 h 30 min 32 s \| \| \| 2.º \| Michel Kreder \| Aqua Blue Sport \| + 0 s \| \| \| 3.º \| Huub Duijn \| Verandas Willems-Crelan \| + 0 s \| \| \| 4.º \| Odd Christian Eiking \| Wanty-Groupe Gobert \| + 0 s \| \| \| 5.º \| Alexéi Lutsenko \| Astana \| + 3 s \| \| \| 6.º \| Frederik Backaert \| Wanty-Groupe Gobert \| + 3 s \| \| \| 7.º \| Ziga Groselj \| Adria Mobil \| + 3 s \| \| \| 8.º \| Riccardo Zoidl \| Felbermayr Simplon Wels \| + 3 s \| \| \| 9.º \| Nick van der Lijke \| Roompot-Nederlandse Loterij \| + 3 s \| \| \| 10.º \| Pieter Weening \| Roompot-Nederlandse Loterij \| + 3 s \| \| |                      |                             |                 |
| |                      |                             |                 |
| Fuente: ProCyclingStats |                      |                             |                 |
| Clasificación de la etapa |                      |                             |                 |
| Ciclista | Ciclista             | Equipo                      | Tiempo          |
| 1.º | Giovanni Visconti    | Bahrain-Merida              | 4 h 30 min 32 s |
| 2.º | Michel Kreder        | Aqua Blue Sport             | + 0 s           |
| 3.º | Huub Duijn           | Verandas Willems-Crelan     | + 0 s           |
| 4.º | Odd Christian Eiking | Wanty-Groupe Gobert         | + 0 s           |
| 5.º | Alexéi Lutsenko      | Astana                      | + 3 s           |
| 6.º | Frederik Backaert    | Wanty-Groupe Gobert         | + 3 s           |
| 7.º | Ziga Groselj         | Adria Mobil                 | + 3 s           |
| 8.º | Riccardo Zoidl       | Felbermayr Simplon Wels     | + 3 s           |
| 9.º | Nick van der Lijke   | Roompot-Nederlandse Loterij | + 3 s           |
| 10.º | Pieter Weening       | Roompot-Nederlandse Loterij | + 3 s           |

| \| Clasificación general \| Clasificación general \| Clasificación general \| Clasificación general \| Clasificación general \| \| Ciclista \| Ciclista \| Equipo \| Tiempo \| \| \| --------------------- \| --------------------- \| --------------------------- \| --------------------- \| --------------------- \| \| 1.º \| Giovanni Visconti \| Bahrain-Merida \| 7 h 56 min 18 s \| \| \| 2.º \| Huub Duijn \| Verandas Willems-Crelan \| + 8 s \| \| \| 3.º \| Matej Mohorič \| Bahrain-Merida \| + 9 s \| \| \| 4.º \| Michel Kreder \| Aqua Blue Sport \| + 10 s \| \| \| 5.º \| Ben Hermans \| Israel Cycling Academy \| + 14 s \| \| \| 6.º \| Mark Christian \| Aqua Blue Sport \| + 14 s \| \| \| 7.º \| Odd Christian Eiking \| Wanty-Groupe Gobert \| + 16 s \| \| \| 8.º \| Frederik Backaert \| Wanty-Groupe Gobert \| + 19 s \| \| \| 9.º \| Georg Zimmermann \| Tirol Cycling Team \| + 19 s \| \| \| 10.º \| Floris Gerts \| Roompot-Nederlandse Loterij \| + 19 s \| \| |                      |                             |                 |
| |                      |                             |                 |
| Fuente: ProCyclingStats |                      |                             |                 |
| Clasificación general |                      |                             |                 |
| Ciclista | Ciclista             | Equipo                      | Tiempo          |
| 1.º | Giovanni Visconti    | Bahrain-Merida              | 7 h 56 min 18 s |
| 2.º | Huub Duijn           | Verandas Willems-Crelan     | + 8 s           |
| 3.º | Matej Mohorič        | Bahrain-Merida              | + 9 s           |
| 4.º | Michel Kreder        | Aqua Blue Sport             | + 10 s          |
| 5.º | Ben Hermans          | Israel Cycling Academy      | + 14 s          |
| 6.º | Mark Christian       | Aqua Blue Sport             | + 14 s          |
| 7.º | Odd Christian Eiking | Wanty-Groupe Gobert         | + 16 s          |
| 8.º | Frederik Backaert    | Wanty-Groupe Gobert         | + 19 s          |
| 9.º | Georg Zimmermann     | Tirol Cycling Team          | + 19 s          |
| 10.º | Floris Gerts         | Roompot-Nederlandse Loterij | + 19 s          |

### 3.ª etapa
| Kufstein - Kitzbüheler Horn | etapa de montaña | (133,6 km) |

| \| Clasificación de la etapa \| Clasificación de la etapa \| Clasificación de la etapa \| Clasificación de la etapa \| Clasificación de la etapa \| \| Ciclista \| Ciclista \| Equipo \| Tiempo \| \| \| ------------------------- \| ------------------------- \| ---------------------------- \| ------------------------- \| ------------------------- \| \| 1.º \| Ben Hermans \| Israel Cycling Academy \| 3 h 30 min 11 s \| \| \| 2.º \| Hermann Pernsteiner \| Bahrain-Merida \| + 9 s \| \| \| 3.º \| Dario Cataldo \| Astana \| + 15 s \| \| \| 4.º \| Matteo Badilatti \| Team Vorarlberg-Santic \| + 25 s \| \| \| 5.º \| Patrick Schelling \| Team Vorarlberg-Santic \| + 25 s \| \| \| 6.º \| Mark Padun \| Bahrain-Merida \| + 35 s \| \| \| 7.º \| Mark Christian \| Aqua Blue Sport \| + 37 s \| \| \| 8.º \| Javi Moreno Bazán \| Delko-Marseille Provence-KTM \| + 43 s \| \| \| 9.º \| Andrey Zeits \| Astana \| + 45 s \| \| \| 10.º \| Giovanni Carboni \| Bardiani CSF \| + 50 s \| \| |                     |                              |                 |
| |                     |                              |                 |
| Fuente: ProCyclingStats |                     |                              |                 |
| Clasificación de la etapa |                     |                              |                 |
| Ciclista | Ciclista            | Equipo                       | Tiempo          |
| 1.º | Ben Hermans         | Israel Cycling Academy       | 3 h 30 min 11 s |
| 2.º | Hermann Pernsteiner | Bahrain-Merida               | + 9 s           |
| 3.º | Dario Cataldo       | Astana                       | + 15 s          |
| 4.º | Matteo Badilatti    | Team Vorarlberg-Santic       | + 25 s          |
| 5.º | Patrick Schelling   | Team Vorarlberg-Santic       | + 25 s          |
| 6.º | Mark Padun          | Bahrain-Merida               | + 35 s          |
| 7.º | Mark Christian      | Aqua Blue Sport              | + 37 s          |
| 8.º | Javi Moreno Bazán   | Delko-Marseille Provence-KTM | + 43 s          |
| 9.º | Andrey Zeits        | Astana                       | + 45 s          |
| 10.º | Giovanni Carboni    | Bardiani CSF                 | + 50 s          |

| \| Clasificación general \| Clasificación general \| Clasificación general \| Clasificación general \| Clasificación general \| \| Ciclista \| Ciclista \| Equipo \| Tiempo \| \| \| --------------------- \| --------------------- \| ---------------------------- \| --------------------- \| --------------------- \| \| 1.º \| Ben Hermans \| Israel Cycling Academy \| 11 h 26 min 33 s \| \| \| 2.º \| Hermann Pernsteiner \| Bahrain-Merida \| + 18 s \| \| \| 3.º \| Dario Cataldo \| Astana \| + 26 s \| \| \| 4.º \| Patrick Schelling \| Team Vorarlberg-Santic \| + 40 s \| \| \| 5.º \| Matteo Badilatti \| Team Vorarlberg-Santic \| + 40 s \| \| \| 6.º \| Mark Christian \| Aqua Blue Sport \| + 47 s \| \| \| 7.º \| Mark Padun \| Bahrain-Merida \| + 50 s \| \| \| 8.º \| Javi Moreno Bazán \| Delko-Marseille Provence-KTM \| + 58 s \| \| \| 9.º \| Andrey Zeits \| Astana \| + 1 min 00 s \| \| \| 10.º \| Giovanni Carboni \| Bardiani CSF \| + 1 min 05 s \| \| |                     |                              |                  |
| |                     |                              |                  |
| Fuente: ProCyclingStats |                     |                              |                  |
| Clasificación general |                     |                              |                  |
| Ciclista | Ciclista            | Equipo                       | Tiempo           |
| 1.º | Ben Hermans         | Israel Cycling Academy       | 11 h 26 min 33 s |
| 2.º | Hermann Pernsteiner | Bahrain-Merida               | + 18 s           |
| 3.º | Dario Cataldo       | Astana                       | + 26 s           |
| 4.º | Patrick Schelling   | Team Vorarlberg-Santic       | + 40 s           |
| 5.º | Matteo Badilatti    | Team Vorarlberg-Santic       | + 40 s           |
| 6.º | Mark Christian      | Aqua Blue Sport              | + 47 s           |
| 7.º | Mark Padun          | Bahrain-Merida               | + 50 s           |
| 8.º | Javi Moreno Bazán   | Delko-Marseille Provence-KTM | + 58 s           |
| 9.º | Andrey Zeits        | Astana                       | + 1 min 00 s     |
| 10.º | Giovanni Carboni    | Bardiani CSF                 | + 1 min 05 s     |

### 4.ª etapa
| Kitzbühel - Prägraten am Großvenediger | etapa de media montaña | (143 km) |

| \| Clasificación de la etapa \| Clasificación de la etapa \| Clasificación de la etapa \| Clasificación de la etapa \| Clasificación de la etapa \| \| Ciclista \| Ciclista \| Equipo \| Tiempo \| \| \| ------------------------- \| ------------------------- \| --------------------------- \| ------------------------- \| ------------------------- \| \| 1.º \| Giovanni Visconti \| Bahrain-Merida \| 3 h 14 min 28 s \| \| \| 2.º \| Wout van Aert \| Verandas Willems-Crelan \| + 0 s \| \| \| 3.º \| Michael Bresciani \| Bardiani CSF \| + 0 s \| \| \| 4.º \| Mark Padun \| Bahrain-Merida \| + 0 s \| \| \| 5.º \| Nick van der Lijke \| Roompot-Nederlandse Loterij \| + 0 s \| \| \| 6.º \| Dario Cataldo \| Astana \| + 0 s \| \| \| 7.º \| Alexéi Lutsenko \| Astana \| + 0 s \| \| \| 8.º \| Michel Kreder \| Aqua Blue Sport \| + 0 s \| \| \| 9.º \| Floris Gerts \| Roompot-Nederlandse Loterij \| + 0 s \| \| \| 10.º \| Daniel Geismayr \| Team Vorarlberg-Santic \| + 0 s \| \| |                    |                             |                 |
| |                    |                             |                 |
| Fuente: ProCyclingStats |                    |                             |                 |
| Clasificación de la etapa |                    |                             |                 |
| Ciclista | Ciclista           | Equipo                      | Tiempo          |
| 1.º | Giovanni Visconti  | Bahrain-Merida              | 3 h 14 min 28 s |
| 2.º | Wout van Aert      | Verandas Willems-Crelan     | + 0 s           |
| 3.º | Michael Bresciani  | Bardiani CSF                | + 0 s           |
| 4.º | Mark Padun         | Bahrain-Merida              | + 0 s           |
| 5.º | Nick van der Lijke | Roompot-Nederlandse Loterij | + 0 s           |
| 6.º | Dario Cataldo      | Astana                      | + 0 s           |
| 7.º | Alexéi Lutsenko    | Astana                      | + 0 s           |
| 8.º | Michel Kreder      | Aqua Blue Sport             | + 0 s           |
| 9.º | Floris Gerts       | Roompot-Nederlandse Loterij | + 0 s           |
| 10.º | Daniel Geismayr    | Team Vorarlberg-Santic      | + 0 s           |

| \| Clasificación general \| Clasificación general \| Clasificación general \| Clasificación general \| Clasificación general \| \| Ciclista \| Ciclista \| Equipo \| Tiempo \| \| \| --------------------- \| --------------------- \| ---------------------------- \| --------------------- \| --------------------- \| \| 1.º \| Ben Hermans \| Israel Cycling Academy \| 14 h 41 min 01 s \| \| \| 2.º \| Hermann Pernsteiner \| Bahrain-Merida \| + 18 s \| \| \| 3.º \| Dario Cataldo \| Astana \| + 26 s \| \| \| 4.º \| Patrick Schelling \| Team Vorarlberg-Santic \| + 40 s \| \| \| 5.º \| Matteo Badilatti \| Team Vorarlberg-Santic \| + 40 s \| \| \| 6.º \| Mark Christian \| Aqua Blue Sport \| + 47 s \| \| \| 7.º \| Mark Padun \| Bahrain-Merida \| + 50 s \| \| \| 8.º \| Javi Moreno Bazán \| Delko-Marseille Provence-KTM \| + 58 s \| \| \| 9.º \| Andrey Zeits \| Astana \| + 1 min 00 s \| \| \| 10.º \| Giovanni Carboni \| Bardiani CSF \| + 1 min 05 s \| \| |                     |                              |                  |
| |                     |                              |                  |
| Fuente: ProCyclingStats |                     |                              |                  |
| Clasificación general |                     |                              |                  |
| Ciclista | Ciclista            | Equipo                       | Tiempo           |
| 1.º | Ben Hermans         | Israel Cycling Academy       | 14 h 41 min 01 s |
| 2.º | Hermann Pernsteiner | Bahrain-Merida               | + 18 s           |
| 3.º | Dario Cataldo       | Astana                       | + 26 s           |
| 4.º | Patrick Schelling   | Team Vorarlberg-Santic       | + 40 s           |
| 5.º | Matteo Badilatti    | Team Vorarlberg-Santic       | + 40 s           |
| 6.º | Mark Christian      | Aqua Blue Sport              | + 47 s           |
| 7.º | Mark Padun          | Bahrain-Merida               | + 50 s           |
| 8.º | Javi Moreno Bazán   | Delko-Marseille Provence-KTM | + 58 s           |
| 9.º | Andrey Zeits        | Astana                       | + 1 min 00 s     |
| 10.º | Giovanni Carboni    | Bardiani CSF                 | + 1 min 05 s     |

### 5.ª etapa
| Matrei in Osttirol - Grossglockner | etapa de montaña | (92,9 km) |

| \| Clasificación de la etapa \| Clasificación de la etapa \| Clasificación de la etapa \| Clasificación de la etapa \| Clasificación de la etapa \| \| Ciclista \| Ciclista \| Equipo \| Tiempo \| \| \| ------------------------- \| ------------------------- \| ---------------------------- \| ------------------------- \| ------------------------- \| \| 1.º \| Pieter Weening \| Roompot-Nederlandse Loterij \| 3 h 14 min 28 s \| \| \| 2.º \| Aleksandr Folíforov \| Gazprom-RusVelo \| + 0 s \| \| \| 3.º \| Simone Sterbini \| Bardiani CSF \| + 0 s \| \| \| 4.º \| Antonio Nibali \| Bahrain-Merida \| + 0 s \| \| \| 5.º \| Javi Moreno Bazán \| Delko-Marseille Provence-KTM \| + 0 s \| \| \| 6.º \| Riccardo Zoidl \| Felbermayr Simplon Wels \| + 0 s \| \| \| 7.º \| Ben Hermans \| Israel Cycling Academy \| + 0 s \| \| \| 8.º \| Hermann Pernsteiner \| Bahrain-Merida \| + 0 s \| \| \| 9.º \| Mark Padun \| Bahrain-Merida \| + 0 s \| \| \| 10.º \| Patrick Schelling \| Team Vorarlberg-Santic \| + 0 s \| \| |                     |                              |                 |
| |                     |                              |                 |
| Fuente: ProCyclingStats |                     |                              |                 |
| Clasificación de la etapa |                     |                              |                 |
| Ciclista | Ciclista            | Equipo                       | Tiempo          |
| 1.º | Pieter Weening      | Roompot-Nederlandse Loterij  | 3 h 14 min 28 s |
| 2.º | Aleksandr Folíforov | Gazprom-RusVelo              | + 0 s           |
| 3.º | Simone Sterbini     | Bardiani CSF                 | + 0 s           |
| 4.º | Antonio Nibali      | Bahrain-Merida               | + 0 s           |
| 5.º | Javi Moreno Bazán   | Delko-Marseille Provence-KTM | + 0 s           |
| 6.º | Riccardo Zoidl      | Felbermayr Simplon Wels      | + 0 s           |
| 7.º | Ben Hermans         | Israel Cycling Academy       | + 0 s           |
| 8.º | Hermann Pernsteiner | Bahrain-Merida               | + 0 s           |
| 9.º | Mark Padun          | Bahrain-Merida               | + 0 s           |
| 10.º | Patrick Schelling   | Team Vorarlberg-Santic       | + 0 s           |

| \| Clasificación general \| Clasificación general \| Clasificación general \| Clasificación general \| Clasificación general \| \| Ciclista \| Ciclista \| Equipo \| Tiempo \| \| \| --------------------- \| --------------------- \| ---------------------------- \| --------------------- \| --------------------- \| \| 1.º \| Ben Hermans \| Israel Cycling Academy \| 17 h 33 min 13 s \| \| \| 2.º \| Hermann Pernsteiner \| Bahrain-Merida \| + 18 s \| \| \| 3.º \| Dario Cataldo \| Astana \| + 48 s \| \| \| 4.º \| Patrick Schelling \| Team Vorarlberg-Santic \| + 53 s \| \| \| 5.º \| Javi Moreno Bazán \| Delko-Marseille Provence-KTM \| + 54 s \| \| \| 6.º \| Mark Padun \| Bahrain-Merida \| + 1 min 01 s \| \| \| 7.º \| Riccardo Zoidl \| Felbermayr Simplon Wels \| + 1 min 14 s \| \| \| 8.º \| Giovanni Carboni \| Bardiani CSF \| + 1 min 45 s \| \| \| 9.º \| Ildar Arslanov \| Gazprom-RusVelo \| + 1 min 49 s \| \| \| 10.º \| Matteo Badilatti \| Team Vorarlberg-Santic \| + 2 min 02 s \| \| |                     |                              |                  |
| |                     |                              |                  |
| Fuente: ProCyclingStats |                     |                              |                  |
| Clasificación general |                     |                              |                  |
| Ciclista | Ciclista            | Equipo                       | Tiempo           |
| 1.º | Ben Hermans         | Israel Cycling Academy       | 17 h 33 min 13 s |
| 2.º | Hermann Pernsteiner | Bahrain-Merida               | + 18 s           |
| 3.º | Dario Cataldo       | Astana                       | + 48 s           |
| 4.º | Patrick Schelling   | Team Vorarlberg-Santic       | + 53 s           |
| 5.º | Javi Moreno Bazán   | Delko-Marseille Provence-KTM | + 54 s           |
| 6.º | Mark Padun          | Bahrain-Merida               | + 1 min 01 s     |
| 7.º | Riccardo Zoidl      | Felbermayr Simplon Wels      | + 1 min 14 s     |
| 8.º | Giovanni Carboni    | Bardiani CSF                 | + 1 min 45 s     |
| 9.º | Ildar Arslanov      | Gazprom-RusVelo              | + 1 min 49 s     |
| 10.º | Matteo Badilatti    | Team Vorarlberg-Santic       | + 2 min 02 s     |

### 6.ª etapa
| Knittelfeld - Wenigzell | etapa de media montaña | (167,4 km) |

| \| Clasificación de la etapa \| Clasificación de la etapa \| Clasificación de la etapa \| Clasificación de la etapa \| Clasificación de la etapa \| \| Ciclista \| Ciclista \| Equipo \| Tiempo \| \| \| ------------------------- \| ------------------------- \| ---------------------------- \| ------------------------- \| ------------------------- \| \| 1.º \| Alexéi Lutsenko \| Astana \| 4 h 19 min 25 s \| \| \| 2.º \| Matej Mohorič \| Bahrain-Merida \| + 7 s \| \| \| 3.º \| Odd Christian Eiking \| Wanty-Groupe Gobert \| + 50 s \| \| \| 4.º \| Lachlan Morton \| Dimension Data \| + 54 s \| \| \| 5.º \| Simone Sterbini \| Bardiani CSF \| + 59 s \| \| \| 6.º \| Ángel Madrazo \| Delko-Marseille Provence-KTM \| + 1 min 03 s \| \| \| 7.º \| Wout van Aert \| Verandas Willems-Crelan \| + 1 min 38 s \| \| \| 8.º \| Riccardo Zoidl \| Felbermayr Simplon Wels \| + 2 min 12 s \| \| \| 9.º \| Dario Cataldo \| Astana \| + 2 min 14 s \| \| \| 10.º \| Paweł Cieślik \| CCC Sprandi Polkowice \| + 2 min 14 s \| \| |                      |                              |                 |
| |                      |                              |                 |
| Fuente: ProCyclingStats |                      |                              |                 |
| Clasificación de la etapa |                      |                              |                 |
| Ciclista | Ciclista             | Equipo                       | Tiempo          |
| 1.º | Alexéi Lutsenko      | Astana                       | 4 h 19 min 25 s |
| 2.º | Matej Mohorič        | Bahrain-Merida               | + 7 s           |
| 3.º | Odd Christian Eiking | Wanty-Groupe Gobert          | + 50 s          |
| 4.º | Lachlan Morton       | Dimension Data               | + 54 s          |
| 5.º | Simone Sterbini      | Bardiani CSF                 | + 59 s          |
| 6.º | Ángel Madrazo        | Delko-Marseille Provence-KTM | + 1 min 03 s    |
| 7.º | Wout van Aert        | Verandas Willems-Crelan      | + 1 min 38 s    |
| 8.º | Riccardo Zoidl       | Felbermayr Simplon Wels      | + 2 min 12 s    |
| 9.º | Dario Cataldo        | Astana                       | + 2 min 14 s    |
| 10.º | Paweł Cieślik        | CCC Sprandi Polkowice        | + 2 min 14 s    |

| \| Clasificación general \| Clasificación general \| Clasificación general \| Clasificación general \| Clasificación general \| \| Ciclista \| Ciclista \| Equipo \| Tiempo \| \| \| --------------------- \| --------------------- \| ---------------------------- \| --------------------- \| --------------------- \| \| 1.º \| Ben Hermans \| Israel Cycling Academy \| 21 h 54 min 52 s \| \| \| 2.º \| Hermann Pernsteiner \| Bahrain-Merida \| + 18 s \| \| \| 3.º \| Dario Cataldo \| Astana \| + 48 s \| \| \| 4.º \| Patrick Schelling \| Team Vorarlberg-Santic \| + 53 s \| \| \| 5.º \| Javi Moreno Bazán \| Delko-Marseille Provence-KTM \| + 54 s \| \| \| 6.º \| Mark Padun \| Bahrain-Merida \| + 1 min 01 s \| \| \| 7.º \| Riccardo Zoidl \| Felbermayr Simplon Wels \| + 1 min 12 s \| \| \| 8.º \| Ángel Madrazo \| Delko-Marseille Provence-KTM \| + 1 min 33 s \| \| \| 9.º \| Giovanni Carboni \| Bardiani CSF \| + 1 min 45 s \| \| \| 10.º \| Ildar Arslanov \| Gazprom-RusVelo \| + 1 min 49 s \| \| |                     |                              |                  |
| |                     |                              |                  |
| Fuente: ProCyclingStats |                     |                              |                  |
| Clasificación general |                     |                              |                  |
| Ciclista | Ciclista            | Equipo                       | Tiempo           |
| 1.º | Ben Hermans         | Israel Cycling Academy       | 21 h 54 min 52 s |
| 2.º | Hermann Pernsteiner | Bahrain-Merida               | + 18 s           |
| 3.º | Dario Cataldo       | Astana                       | + 48 s           |
| 4.º | Patrick Schelling   | Team Vorarlberg-Santic       | + 53 s           |
| 5.º | Javi Moreno Bazán   | Delko-Marseille Provence-KTM | + 54 s           |
| 6.º | Mark Padun          | Bahrain-Merida               | + 1 min 01 s     |
| 7.º | Riccardo Zoidl      | Felbermayr Simplon Wels      | + 1 min 12 s     |
| 8.º | Ángel Madrazo       | Delko-Marseille Provence-KTM | + 1 min 33 s     |
| 9.º | Giovanni Carboni    | Bardiani CSF                 | + 1 min 45 s     |
| 10.º | Ildar Arslanov      | Gazprom-RusVelo              | + 1 min 49 s     |

### 7.ª etapa
| Waidhofen an der Ybbs - Sonntagberg | etapa de media montaña | (129,3 km) |

| \| Clasificación de la etapa \| Clasificación de la etapa \| Clasificación de la etapa \| Clasificación de la etapa \| Clasificación de la etapa \| \| Ciclista \| Ciclista \| Equipo \| Tiempo \| \| \| ------------------------- \| ------------------------- \| ------------------------- \| ------------------------- \| ------------------------- \| \| 1.º \| Antonio Nibali \| Bahrain-Merida \| 3 h 38 min 57 s \| \| \| 2.º \| Paweł Cieślik \| CCC Sprandi Polkowice \| + 3 s \| \| \| 3.º \| Artem Nych \| Gazprom-RusVelo \| + 15 s \| \| \| 4.º \| Matej Mohorič \| Bahrain-Merida \| + 35 s \| \| \| 5.º \| Dario Cataldo \| Astana \| + 1 min 08 s \| \| \| 6.º \| Ben Hermans \| Israel Cycling Academy \| + 1 min 12 s \| \| \| 7.º \| Hermann Pernsteiner \| Bahrain-Merida \| + 1 min 12 s \| \| \| 8.º \| Riccardo Zoidl \| Felbermayr Simplon Wels \| + 1 min 12 s \| \| \| 9.º \| Louis Meintjes \| Dimension Data \| + 1 min 12 s \| \| \| 10.º \| Patrick Schelling \| Team Vorarlberg-Santic \| + 1 min 20 s \| \| |                     |                         |                 |
| |                     |                         |                 |
| Fuente: ProCyclingStats |                     |                         |                 |
| Clasificación de la etapa |                     |                         |                 |
| Ciclista | Ciclista            | Equipo                  | Tiempo          |
| 1.º | Antonio Nibali      | Bahrain-Merida          | 3 h 38 min 57 s |
| 2.º | Paweł Cieślik       | CCC Sprandi Polkowice   | + 3 s           |
| 3.º | Artem Nych          | Gazprom-RusVelo         | + 15 s          |
| 4.º | Matej Mohorič       | Bahrain-Merida          | + 35 s          |
| 5.º | Dario Cataldo       | Astana                  | + 1 min 08 s    |
| 6.º | Ben Hermans         | Israel Cycling Academy  | + 1 min 12 s    |
| 7.º | Hermann Pernsteiner | Bahrain-Merida          | + 1 min 12 s    |
| 8.º | Riccardo Zoidl      | Felbermayr Simplon Wels | + 1 min 12 s    |
| 9.º | Louis Meintjes      | Dimension Data          | + 1 min 12 s    |
| 10.º | Patrick Schelling   | Team Vorarlberg-Santic  | + 1 min 20 s    |

| \| Clasificación general \| Clasificación general \| Clasificación general \| Clasificación general \| Clasificación general \| \| Ciclista \| Ciclista \| Equipo \| Tiempo \| \| \| --------------------- \| --------------------- \| ---------------------------- \| --------------------- \| --------------------- \| \| 1.º \| Ben Hermans \| Israel Cycling Academy \| 25 h 35 min 01 s \| \| \| 2.º \| Hermann Pernsteiner \| Bahrain-Merida \| + 18 s \| \| \| 3.º \| Dario Cataldo \| Astana \| + 44 s \| \| \| 4.º \| Patrick Schelling \| Team Vorarlberg-Santic \| + 1 min 01 s \| \| \| 5.º \| Riccardo Zoidl \| Felbermayr Simplon Wels \| + 1 min 12 s \| \| \| 6.º \| Javi Moreno Bazán \| Delko-Marseille Provence-KTM \| + 1 min 21 s \| \| \| 7.º \| Ángel Madrazo \| Delko-Marseille Provence-KTM \| + 1 min 41 s \| \| \| 8.º \| Giovanni Carboni \| Bardiani CSF \| + 1 min 58 s \| \| \| 9.º \| Matteo Badilatti \| Team Vorarlberg-Santic \| + 2 min 13 s \| \| \| 10.º \| Artem Nych \| Gazprom-RusVelo \| + 2 min 18 s \| \| |                     |                              |                  |
| |                     |                              |                  |
| Fuente: ProCyclingStats |                     |                              |                  |
| Clasificación general |                     |                              |                  |
| Ciclista | Ciclista            | Equipo                       | Tiempo           |
| 1.º | Ben Hermans         | Israel Cycling Academy       | 25 h 35 min 01 s |
| 2.º | Hermann Pernsteiner | Bahrain-Merida               | + 18 s           |
| 3.º | Dario Cataldo       | Astana                       | + 44 s           |
| 4.º | Patrick Schelling   | Team Vorarlberg-Santic       | + 1 min 01 s     |
| 5.º | Riccardo Zoidl      | Felbermayr Simplon Wels      | + 1 min 12 s     |
| 6.º | Javi Moreno Bazán   | Delko-Marseille Provence-KTM | + 1 min 21 s     |
| 7.º | Ángel Madrazo       | Delko-Marseille Provence-KTM | + 1 min 41 s     |
| 8.º | Giovanni Carboni    | Bardiani CSF                 | + 1 min 58 s     |
| 9.º | Matteo Badilatti    | Team Vorarlberg-Santic       | + 2 min 13 s     |
| 10.º | Artem Nych          | Gazprom-RusVelo              | + 2 min 18 s     |

### 8.ª etapa
| Scheibbs - Wels | etapa escarpada | (163,2 km) |

| \| Clasificación de la etapa \| Clasificación de la etapa \| Clasificación de la etapa \| Clasificación de la etapa \| Clasificación de la etapa \| \| Ciclista \| Ciclista \| Equipo \| Tiempo \| \| \| ------------------------- \| ------------------------- \| ---------------------------- \| ------------------------- \| ------------------------- \| \| 1.º \| Giovanni Visconti \| Bahrain-Merida \| 3 h 36 min 01 s \| \| \| 2.º \| Alexéi Lutsenko \| Astana \| + 0 s \| \| \| 3.º \| Nick van der Lijke \| Roompot-Nederlandse Loterij \| + 0 s \| \| \| 4.º \| Nikolay Mihaylov \| Delko-Marseille Provence-KTM \| + 0 s \| \| \| 5.º \| Lachlan Morton \| Dimension Data \| + 0 s \| \| \| 6.º \| Wout van Aert \| Verandas Willems-Crelan \| + 49 s \| \| \| 7.º \| Marco Maronese \| Bardiani CSF \| + 49 s \| \| \| 8.º \| Yevgeniy Gidich \| Astana \| + 49 s \| \| \| 9.º \| Manuel Porzner \| Tirol Cycling Team \| + 49 s \| \| \| 10.º \| Shane Archbold \| Aqua Blue Sport \| + 49 s \| \| |                    |                              |                 |
| |                    |                              |                 |
| Fuente: ProCyclingStats |                    |                              |                 |
| Clasificación de la etapa |                    |                              |                 |
| Ciclista | Ciclista           | Equipo                       | Tiempo          |
| 1.º | Giovanni Visconti  | Bahrain-Merida               | 3 h 36 min 01 s |
| 2.º | Alexéi Lutsenko    | Astana                       | + 0 s           |
| 3.º | Nick van der Lijke | Roompot-Nederlandse Loterij  | + 0 s           |
| 4.º | Nikolay Mihaylov   | Delko-Marseille Provence-KTM | + 0 s           |
| 5.º | Lachlan Morton     | Dimension Data               | + 0 s           |
| 6.º | Wout van Aert      | Verandas Willems-Crelan      | + 49 s          |
| 7.º | Marco Maronese     | Bardiani CSF                 | + 49 s          |
| 8.º | Yevgeniy Gidich    | Astana                       | + 49 s          |
| 9.º | Manuel Porzner     | Tirol Cycling Team           | + 49 s          |
| 10.º | Shane Archbold     | Aqua Blue Sport              | + 49 s          |

## Clasificación final
Las clasificaciones finalizaron de la siguiente forma:

### Clasificación general
| \| Clasificación general \| Clasificación general \| Clasificación general \| Clasificación general \| Clasificación general \| \| Ciclista \| Ciclista \| Equipo \| Tiempo \| \| \| --------------------- \| --------------------- \| ---------------------------- \| --------------------- \| --------------------- \| \| 1.º \| Ben Hermans \| Israel Cycling Academy \| 29 h 11 min 51 s \| \| \| 2.º \| Hermann Pernsteiner \| Bahrain-Merida \| + 18 s \| \| \| 3.º \| Dario Cataldo \| Astana \| + 44 s \| \| \| 4.º \| Patrick Schelling \| Team Vorarlberg-Santic \| + 1 min 01 s \| \| \| 5.º \| Riccardo Zoidl \| Felbermayr Simplon Wels \| + 1 min 12 s \| \| \| 6.º \| Javi Moreno Bazán \| Delko-Marseille Provence-KTM \| + 1 min 21 s \| \| \| 7.º \| Ángel Madrazo \| Delko-Marseille Provence-KTM \| + 1 min 41 s \| \| \| 8.º \| Giovanni Carboni \| Bardiani CSF \| + 1 min 58 s \| \| \| 9.º \| Matteo Badilatti \| Team Vorarlberg-Santic \| + 2 min 13 s \| \| \| 10.º \| Artem Nych \| Gazprom-RusVelo \| + 2 min 18 s \| \| |                     |                              |                  |
| |                     |                              |                  |
| Fuente: ProCyclingStats |                     |                              |                  |
| Clasificación general |                     |                              |                  |
| Ciclista | Ciclista            | Equipo                       | Tiempo           |
| 1.º | Ben Hermans         | Israel Cycling Academy       | 29 h 11 min 51 s |
| 2.º | Hermann Pernsteiner | Bahrain-Merida               | + 18 s           |
| 3.º | Dario Cataldo       | Astana                       | + 44 s           |
| 4.º | Patrick Schelling   | Team Vorarlberg-Santic       | + 1 min 01 s     |
| 5.º | Riccardo Zoidl      | Felbermayr Simplon Wels      | + 1 min 12 s     |
| 6.º | Javi Moreno Bazán   | Delko-Marseille Provence-KTM | + 1 min 21 s     |
| 7.º | Ángel Madrazo       | Delko-Marseille Provence-KTM | + 1 min 41 s     |
| 8.º | Giovanni Carboni    | Bardiani CSF                 | + 1 min 58 s     |
| 9.º | Matteo Badilatti    | Team Vorarlberg-Santic       | + 2 min 13 s     |
| 10.º | Artem Nych          | Gazprom-RusVelo              | + 2 min 18 s     |

### Clasificación por puntos
| Clasificación por puntos | Clasificación por puntos | Clasificación por puntos    | Clasificación por puntos | Clasificación por puntos |
| Ciclista                 | Ciclista                 | Equipo                      | Puntos                   |                          |
| ------------------------ | ------------------------ | --------------------------- | ------------------------ | ------------------------ |
| 1.º                      | Giovanni Visconti        | Bahrain-Merida              | 68 pts                   |                          |
| 2.º                      | Matej Mohorič            | Bahrain-Merida              | 65 pts                   |                          |
| 3.º                      | Alexéi Lutsenko          | Astana                      | 47 pts                   |                          |
| 4.º                      | Ben Hermans              | Israel Cycling Academy      | 26 pts                   |                          |
| 5.º                      | Dario Cataldo            | Astana                      | 26 pts                   |                          |
| 6.º                      | Nick van der Lijke       | Roompot-Nederlandse Loterij | 25 pts                   |                          |
| 7.º                      | Odd Christian Eiking     | Wanty-Groupe Gobert         | 25 pts                   |                          |
| 8.º                      | Antonio Nibali           | Bahrain-Merida              | 23 pts                   |                          |
| 9.º                      | Wout van Aert            | Verandas Willems-Crelan     | 23 pts                   |                          |
| 10.º                     | Hermann Pernsteiner      | Bahrain-Merida              | 21 pts                   |                          |

### Clasificación de la montaña
| Clasificación de la montaña | Clasificación de la montaña | Clasificación de la montaña | Clasificación de la montaña | Clasificación de la montaña |
| Ciclista                    | Ciclista                    | Equipo                      | Puntos                      |                             |
| --------------------------- | --------------------------- | --------------------------- | --------------------------- | --------------------------- |
| 1.º                         | Aaron Gate                  | Aqua Blue Sport             | 81 pts                      |                             |
| 2.º                         | Davide Orrico               | Team Vorarlberg-Santic      | 53 pts                      |                             |
| 3.º                         | Alexéi Lutsenko             | Astana                      | 40 pts                      |                             |
| 4.º                         | Matej Mohorič               | Bahrain-Merida              | 30 pts                      |                             |
| 5.º                         | Marcel Neuhauser            | Tirol Cycling Team          | 21 pts                      |                             |
| 6.º                         | Antonio Nibali              | Bahrain-Merida              | 18 pts                      |                             |
| 7.º                         | Pieter Weening              | Roompot-Nederlandse Loterij | 16 pts                      |                             |
| 8.º                         | Matthias Krizek             | Felbermayr Simplon Wels     | 16 pts                      |                             |
| 9.º                         | Ben Hermans                 | Israel Cycling Academy      | 15 pts                      |                             |
| 10.º                        | Giovanni Visconti           | Bahrain-Merida              | 14 pts                      |                             |

### Clasificación por equipos
| Clasificación por equipos | Clasificación por equipos    | Clasificación por equipos | Clasificación por equipos |
| Equipo                    | Equipo                       | Tiempo                    |                           |
| ------------------------- | ---------------------------- | ------------------------- | ------------------------- |
| 1.º                       | Bahrain-Merida               | 87 h 34 min 14 s          |                           |
| 2.º                       | Vorarlberg-Santic            | + 10 min 47 s             |                           |
| 3.º                       | Gazprom-RusVelo              | + 12 min 05 s             |                           |
| 4.º                       | Astana                       | + 17 min 15 s             |                           |
| 5.º                       | Delko-Marseille Provence-KTM | + 29 min 09 s             |                           |
| 6.º                       | CCC Sprandi Polkowice        | + 33 min 48 s             |                           |
| 7.º                       | Dimension Data               | + 35 min 25 s             |                           |
| 8.º                       | Israel Cycling Academy       | + 41 min 27 s             |                           |
| 9.º                       | Wanty-Groupe Gobert          | + 43 min 14 s             |                           |
| 10.º                      | Roompot-Nederlandse Loterij  | + 51 min 16 s             |                           |

## Evolución de las clasificaciones
| Etapa                   | Vencedor                | Clasificación general | Clasificación por puntos | Clasificación de la montaña | Clasificación del mejor austriaco | Clasificación por equipos |
| ----------------------- | ----------------------- | --------------------- | ------------------------ | --------------------------- | --------------------------------- | ------------------------- |
| 1.ª                     | Matej Mohorič           | Matej Mohorič         | Matej Mohorič            | Aaron Gate                  | Stephan Rabitsch                  | Israel Cycling Academy    |
| 2.ª                     | Giovanni Visconti       | Giovanni Visconti     | Giovanni Visconti        | Aaron Gate                  | Stephan Rabitsch                  | Aqua Blue Sport           |
| 3.ª                     | Ben Hermans             | Ben Hermans           | Giovanni Visconti        | Aaron Gate                  | Hermann Pernsteiner               | Bahrain Merida            |
| 4.ª                     | Giovanni Visconti       | Ben Hermans           | Giovanni Visconti        | Aaron Gate                  | Hermann Pernsteiner               | Bahrain Merida            |
| 5.ª                     | Pieter Weening          | Ben Hermans           | Giovanni Visconti        | Aaron Gate                  | Hermann Pernsteiner               | Bahrain Merida            |
| 6.ª                     | Alexey Lutsenko         | Ben Hermans           | Giovanni Visconti        | Aaron Gate                  | Hermann Pernsteiner               | Bahrain Merida            |
| 7.ª                     | Antonio Nibali          | Ben Hermans           | Matej Mohorič            | Aaron Gate                  | Hermann Pernsteiner               | Bahrain Merida            |
| 8.ª                     | Giovanni Visconti       | Ben Hermans           | Giovanni Visconti        | Aaron Gate                  | Hermann Pernsteiner               | Bahrain Merida            |
| Clasificaciones finales | Clasificaciones finales | Ben Hermans           | Giovanni Visconti        | Aaron Gate                  | Hermann Pernsteiner               | Bahrain Merida            |

## UCI World Ranking
La Vuelta a Austria otorga puntos para el UCI Europe Tour 2018 y el UCI World Ranking, este último para corredores de los equipos en las categorías UCI WorldTeam, Profesional Continental y Equipos Continentales. Las siguientes tablas muestran el baremo de puntuación y los 10 corredores que obtuvieron más puntos:
| Posición              | 1.º | 2.º | 3.º | 4.º | 5.º | 6.º | 7.º | 8.º | 9.º | 10.º | 11.º | 12.º | 13.º | 14.º | 15.º | 16.º-30.º | 31.º-40.º |
| Clasificación general | 200 | 150 | 125 | 100 | 85  | 70  | 60  | 50  | 40  | 35   | 30   | 25   | 20   | 15   | 10   | 5         | 3         |
| Por etapa             | 20  | 10  | 5   |     |     |     |     |     |     |      |      |      |      |      |      |           |           |
| Líder                 | 5   |     |     |     |     |     |     |     |     |      |      |      |      |      |      |           |           |

| Clasificación | Clasificación       | Clasificación                | Clasificación | Clasificación | Clasificación | Clasificación |
| Posición      | Ciclista            | Equipo                       | General       | Etapa         | Líder         | Total         |
| ------------- | ------------------- | ---------------------------- | ------------- | ------------- | ------------- | ------------- |
| 1.º           | Ben Hermans         | Israel Cycling Academy       | 200           | 20            | 25            | 245           |
| 2.º           | Hermann Pernsteiner | Bahrain Merida               | 150           | 10            | -             | 160           |
| 3.º           | Dario Cataldo       | Astana                       | 125           | 5             | -             | 130           |
| 4.º           | Patrick Schelling   | Vorarlberg-Santic            | 100           | -             | -             | 100           |
| 5.º           | Riccardo Zoidl      | Felbermayr-Simplon Wels      | 85            | -             | -             | 85            |
| 6.º           | Giovanni Visconti   | Bahrain Merida               | 5             | 70            | 5             | 80            |
| 7.º           | Javier Moreno       | Delko Marseille Provence KTM | 70            | -             | -             | 70            |
| 8.º           | Ángel Madrazo       | Delko Marseille Provence KTM | 60            | -             | -             | 60            |
| 9.º           | Giovanni Carboni    | Bardiani-CSF                 | 50            | -             | -             | 50            |
| 10.º          | Matteo Badilatti    | Vorarlberg-Santic            | 40            | -             | -             | 40            |